# Cambarellus
Cambarellus är ett släkte sötvattenlevande kräftor i familjen Cambaridae. Släktet är uppdelat i de tre undersläktena Cambarellus, Dirigicambarus och Pandicambarus, och alla de 17 arterna förekommer i Mexiko och de av USA:s delstater som gränsar till Mexikanska golfen. Även vuxna individer är i de flesta av arterna små, omkring 5 centimeter.

## Artlista

### Cambarellus (Cambarellus)[2]
- Cambarellus alvarezi Villalobos, 1952
- Cambarellus areolatus (Faxon, 1885)
- Cambarellus chapalanus (Faxon, 1898)
- Cambarellus chihuahuae Hobbs, 1980
- Cambarellus montezumae (Saussure, 1857) – nominatarten för släktet, och en av de två arter som räknas som acocil
- Cambarellus occidentalis (Faxon, 1898)
- Cambarellus patzcuarensis Villalobos, 1943 – Mexikansk dvärgkräfta
- Cambarellus prolixus Villalobos & Hobbs, 1981
- Cambarellus zempoalensis Villalobos, 1943 – en av de två arter som räknas som acocil

### Cambarellus (Dirigicambarus)[3]
- Cambarellus shufeldtii (Faxon, 1884)

### Cambarellus (Pandicambarus)[4]
- Cambarellus blacki Hobbs, 1980
- Cambarellus diminutus Hobbs, 1945
- Cambarellus lesliei Fitzpatrick & Laning, 1976
- Cambarellus ninae Hobbs, 1950
- Cambarellus puer Hobbs, 1945
- Cambarellus schmitti Hobbs, 1942
- Cambarellus texanus Albaugh & Black, 1973